# Токарєв Іван Дем'янович
Іван Дем'янович Токарєв (5 травня 1920, с. Угроїди, Сумська область — 12 травня 2014, Нижній Новгород) — вихованець А. С. Макаренка з комуни ім. Дзержинського, учасник Другої світової війни, полковник запасу.

## Біографія
Народився 5 травня 1920 року у селищі Угроїди (нині — Краснопільського району Сумської області) в селянській сім'ї. В цьому ж селі закінчив початкову школу в 1932 р.
У 1930 році, коли до України докотилася колективізація, у сім'ї відібрали коня, корову та землю. Батька звали до колгоспу, але він, як і багато хто тоді, відмовився. За це його як одноосібника обклали податком: він мав щомісячно здавати молоко, зерно, вовну, м'ясо та ін. Оскільки віддати податок не було чим, а тих, хто вчасно не здавав заарештовували, батька забрали. Сім'ю виселили з дому. Їм надала притулок двоюрідна сестра батька.
Незабаром батька випустили з харківської в'язниці. Але оскільки ні житла, ні землі, ні роботи не було, батько вирішив піти на заробітки. Мама наймалася на роботу до сусідів. Сусіди підгодовували, чим могли: хто картоплі дасть, хто шматок гарбуза… Але скоро їсти стало нічого — почався страшний голод. Якось брат прийшов із роботи, ліг і помер.
Через деякий час їх відправили в Полтавську область до дитячої трудової комуни імені Постишева, яка знаходилася в колишньому монастирі. Через рік велику групу вихованців перевели до Харківської комуни імені Дзержинського.
В 1937 році після випуску з комуни Токарєв вступив до харківського архітектурно-будівельного технікуму, де провчився 3 роки. З 1940 по 1941 рік — курсант Харківського, а потім Ульянівського військового училища зв'язку.
З липня 1941 року Токарєв призначений командиром радіозводу 434-го, а потім 514 батальйону аеродромного обслуговування, 5-ї повітряної армії, створеної у 1941 році з окремих авіачастин. Командувачем 5ПА був генерал-майор авіації Сергій Кіндратович Горюнов.
Після відходу в запас І. Д. Токарєв з 12 груд. 1968 р. по 2 січ. 1975 р. працював викладачем Горьківського радіоклубу ДТСААФ, де готував операторів-локаторників для Радянської Армії, а з 1975 по вересень 1978 р. працював керівником радіогурта Будинку піонерів Ленінського р-ну. З вересня 1978 до серпня 1987 р. працював начальником штабу ГО Міського тресту ресторанів та кафе. З жовтня 1988 до серпня 1990 р. прийнято на посаду викладача кафедри педагогіки Горьківського міжобласного ІПК профтехосвіти РРФСР. Оскільки у Нижньому Новгороді Іван Дем'янович був єдиним вихованцем Дитячої трудової комуни ім. Дзержинського, якою керував з 1927 по 1935 р. педагог та письменник А. С. Макаренко, то у зв'язку з цим йому доводилося брати участь у багатьох конференціях і симпозіумах.